# Namalycastis elobeyensis
Namalycastis elobeyensis är en ringmaskart som beskrevs av Glasby 1999. Namalycastis elobeyensis ingår i släktet Namalycastis och familjen Nereididae. Inga underarter finns listade i Catalogue of Life.